# Кирьянов, Тимофей Владимирович
Тимофей Владимирович Кирьянов (10 декабря 1970) — советский и российский футболист и игрок в мини-футбол. Играл на позиции полузащитника и нападающего.

## Карьера
Профессиональную карьеру начинал в московском ЦСКА-2. В 1991 году играл в любительском клубе «Мослифт». После распада СССР перебрался в «Трестар», в составе которого провёл 31 матч и забил 6 голов во второй лиге сезона 1992 года. После того как клуб лишился профессионального статуса, Кирьянов перешёл в «Мосэнерго», где провёл три сезона. В 1996 году перебрался в новороссийский «Черноморец», за который в высшем дивизионе дебютировал 2 марта 1996 года в домашнем матче 1-го тура против камышинской «Энергии-Текстильщик», выйдя с первых минут, однако на 58-й минуте встречи его заменил Лев Брезнер. С 1997 по 1998 годы играл за «Уралмаш». В 1999 году выступал за любительский клуб «Москабельмет», параллельно играл и в мини-футбол. В 2000 году «Москабельмет» получил официальный статус, и тот сезон стал для Кирьянова последним в профессиональной карьере. С 2001 по 2009 годы играл за различные любительские клубы Москвы и Подмосковья.